# Magnus-Hirschfeld-Gesellschaft
Die Magnus-Hirschfeld-Gesellschaft ist eine als Verein eingetragene wissenschaftliche Gesellschaft mit Sitz in Berlin. Sie wurde 1982 gegründet und verfolgt als Zweck die Erforschung und Bewahrung des wissenschaftlichen und kulturellen Erbes des Sexualforschers Magnus Hirschfeld und dessen Instituts für Sexualwissenschaft.

## Geschichte
Die Gesellschaft wurde 1982 in Berlin (West) von einer Gruppe von schwulen und lesbischen Historikern in der Wohnung von Hans-Günter Klein gegründet. Anlässlich des 50. Jahrestags der Machtergreifung der Nationalsozialisten 1933 sollten auch die homosexuellen Opfer des NS-Regimes thematisiert werden. Außerdem war geplant, ein neues Institut für Sexualwissenschaft einzurichten, das die Arbeiten des Arztes und Sexualforschers Magnus Hirschfeld fortsetzen sollte. Ferner wurde versucht, eine Entschädigung für die Zerstörung des Instituts als Zeichen der Wiedergutmachung für die vernichteten Existenzen homo- und transsexueller Frauen und Männer zu erwirken. So wurde mit publizistischen Aktivitäten begonnen.
Bis 2013 hatte die Gesellschaft ihren Sitz in der Chodowieckistraße. Aus Raumnot und konservatorischen Bedenken zog sie danach in die unmittelbare Nachbarschaft zur Bundesstiftung Magnus Hirschfeld in die Mohrenstraße in Berlin-Mitte, im August 2018 dann in die Taubenstraße 1. Seit März 2022 sitzt die Magnus-Hirschfeld-Gesellschaft in der Kluckstraße 38 in Berlin-Tiergarten.

## Tätigkeit
Die MHG betreibt eine Bibliothek mit Schwerpunkt auf den Werken Magnus Hirschfelds, seiner Zeitgenossen und den sexualwissenschaftlichen Zeitschriften der Zeit und archiviert Quellen zur Geschichte des Instituts sowie zur Sexualwissenschaft und Sexualpolitik. Teile des Bestands stammen auch aus dem Besitz des früheren Instituts für Sexualwissenschaft, von besonderer Bedeutung ist der Nachlass Iwan Blochs.
Von Anfang an hat die MHG regelmäßig Veröffentlichungen herausgegeben. Neben verschiedenen Einzelveröffentlichungen gibt es zwei monographische Reihen, nämlich die Schriftenreihe der Magnus-Hirschfeld-Gesellschaft sowie die von 1998 bis 2004 herausgegebenen Berliner Schriften zur Sexualwissenschaft und Sexualpolitik. Den Schwerpunkt der Veröffentlichungen bilden jedoch seit 1983 die Mitteilungen der Magnus-Hirschfeld-Gesellschaft, in denen regelmäßig sowohl Forschungsergebnisse wie auch Dokumente zum zeitgenössischen Diskurs vornehmlich über Geschlecht und Homosexualität veröffentlicht werden.
Seit 1992 betreibt die Gesellschaft eine Forschungsstelle mit den Schwerpunkten Geschichte der Sexual- und Geschlechterwissenschaften, der Bewahrung und kritischen Aufarbeitung des Werkes Magnus Hirschfelds sowie der Geschichte(n) sexueller und geschlechtlicher Minderheiten.
Die Magnus-Hirschfeld-Gesellschaft richtet regelmäßig Ausstellungen rund um das Thema Magnus Hirschfeld und das Institut für Sexualwissenschaft aus und beteiligt sich an weiteren Ausstellungen zu verwandten Themen, teils aktiv, teils durch Leihgaben aus dem eigenen Bestand.

## Bestandssicherung
Seit Beginn ihres Bestehens engagiert sich die Magnus-Hirschfeld-Gesellschaft zusammen mit anderen lesbisch-schwulen Archiven und Forschungsgruppen in einem Aktionsbündnis, das 2011 in der Gründung der Bundesstiftung Magnus Hirschfeld mündete. Nach 2018 beteiligte sie sich am Aufbau eines Queeren Kulturhauses in Berlin, aber aufgrund organisatorischer und finanzieller Schwierigkeiten bei der Realisierung des Projekts strebt sie nunmehr (2024) zusammen mit dem FFBIZ – das feministische Archiv e. V. und dem Spinnboden Lesbenarchiv und Bibliothek e. V. ein gemeinsames Archivzentrum für lesbisch-queere, feministische und sexualwissenschaftliche Geschichte, Forschung, Bildung und Kultur an, das in Berlin-Neukölln errichtet werden soll.

## Veröffentlichungen (Auswahl)
- Von einst bis jetzt: Geschichte einer homosexuellen Bewegung 1897–1922. Schriftenreihe der Magnus-Hirschfeld-Gesellschaft Nr. 1, Verlag Rosa Winkel, Berlin 1986 (Nachdruck einer Artikelserie Magnus Hirschfelds für die Berliner Schwulenzeitschrift Die Freundschaft 1921/22)
- Mitteilungen der Magnus-Hirschfeld-Gesellschaft, Halbjahreszeitschrift (seit 1983, erscheint unregelmäßig).
- Prolegomena zu Magnus Hirschfelds Jahrbuch für sexuelle Zwischenstufen (1899 bis 1923). Register, Editionsgeschichte, Inhaltsbeschreibungen. Herausgegeben von Jens Dobler. Hamburg: von Bockel Verlag 2004, ISBN 978-3-932696-53-4.